# Masahiro Ota
Masahiro Ota (Kyoto, 28 april 1970) is een voormalig Japans voetballer.

## Carrière
Masahiro Ota speelde tussen 1993 en 1997 voor JEF United Ichihara en Urawa Red Diamonds.